# Rupela monstrata
Rupela monstrata là một loài bướm đêm trong họ Crambidae.